# André Debergue
Pour les articles homonymes, voir Debergue.
Alfred André Debergue, né à Paris le 23 décembre 1873 et mort à Honfleur le 2 mai 1948, est un peintre et aquarelliste français.

## Biographie
Fils de Marie Marais et d’Édouard Debergue, représentant de commerce, il participe à la Première Guerre mondiale et devient sergent-major au 3e régiment du génie en mars 1918,. 
Il expose au Salon des humoristes de 1929 la toile La Table d'hôte. En 1933, il présente un tableau au Salon des artistes français : La chapelle Notre-Dame de Grâce. En 1939, il expose un tableau représentant Notre-Dame de Paris au Salon des artistes bas-normands. Employé de bureau au début de sa vie, il exerce ensuite comme chargé d'enseignement au collège d'Honfleur et est décoré comme officier de l'Instruction publique en 1947. 
Comme aquarelliste, installé à Honfleur, il représente essentiellement des paysages de la région autour de Granville : Saint-Pair-sur-Mer, Montmartin-sur-Mer, Coutances, Saint-Lô, Dieppe, Les Sables d'Olonne, Perros-Guirec, Vimoutiers.

## Galerie

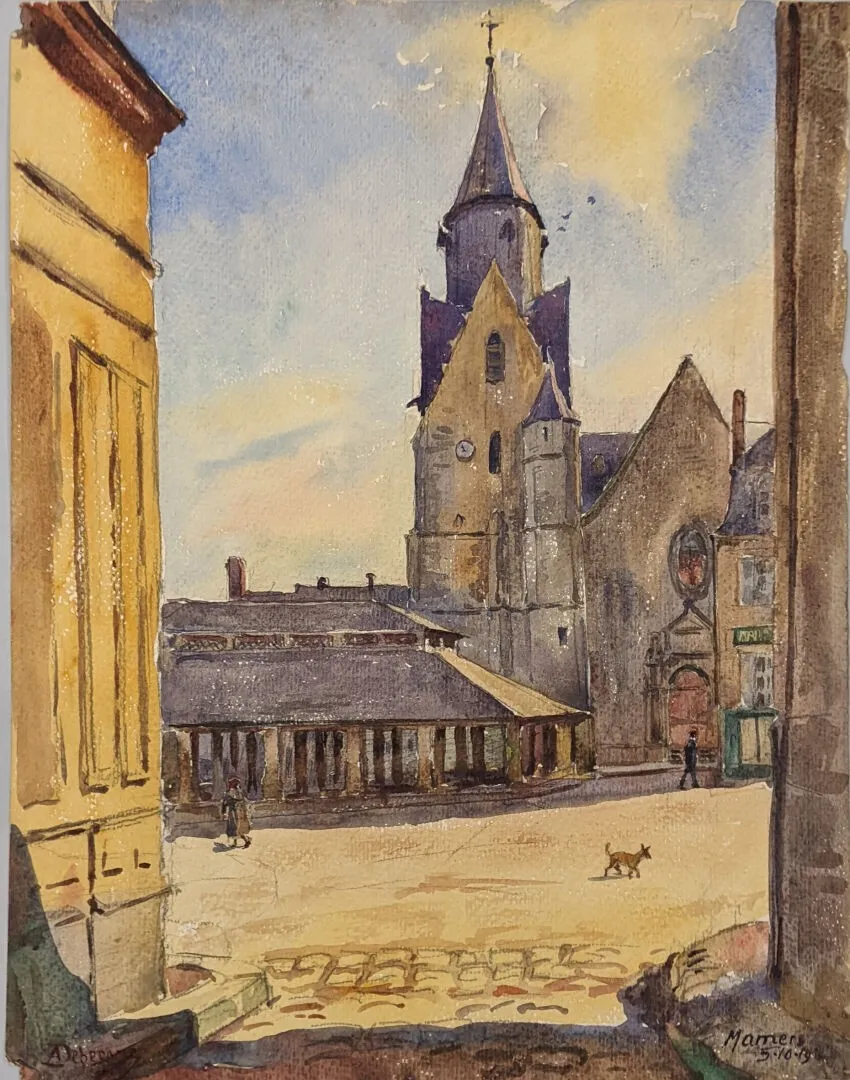
Mamers, 1913
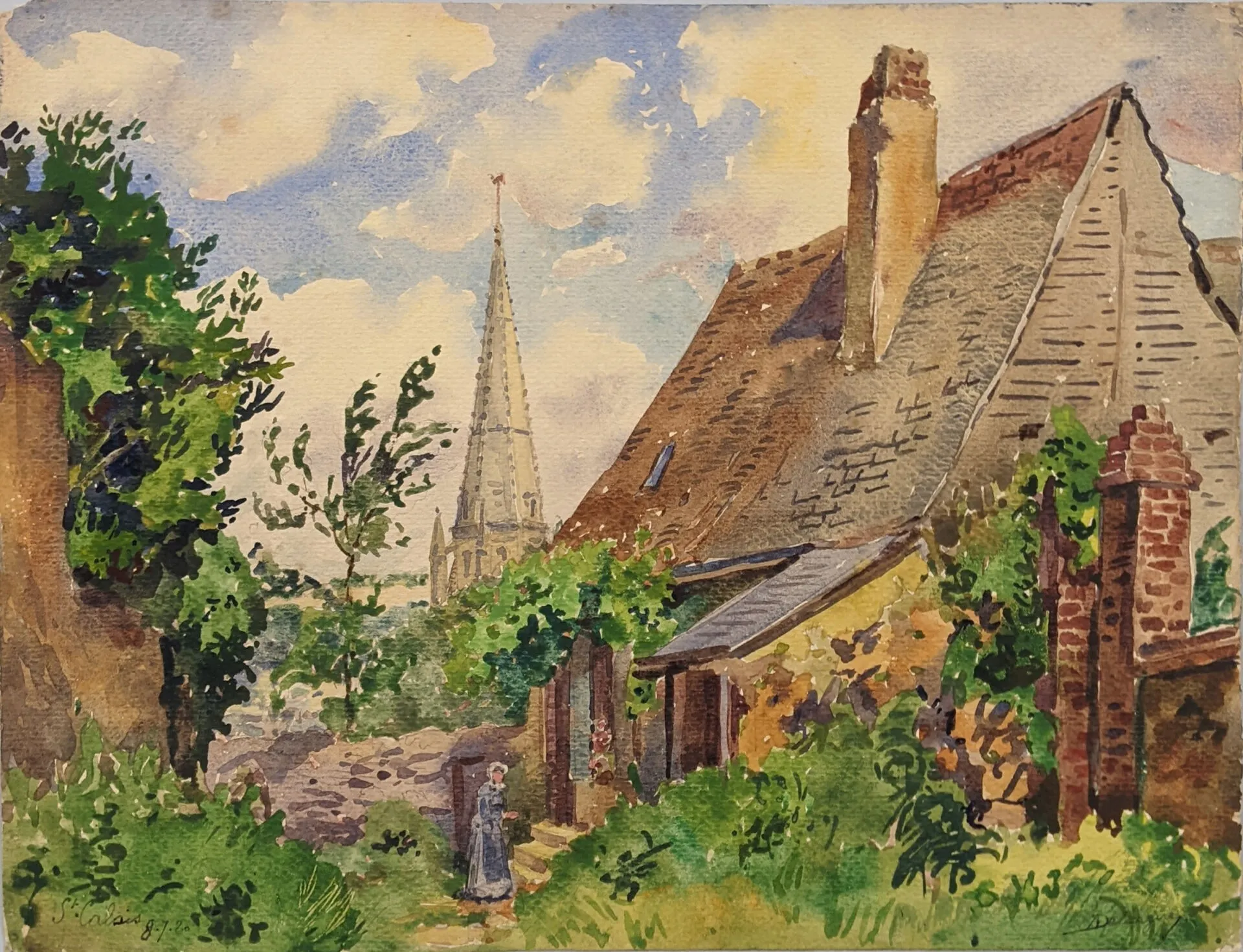
Saint-Calais, 1920
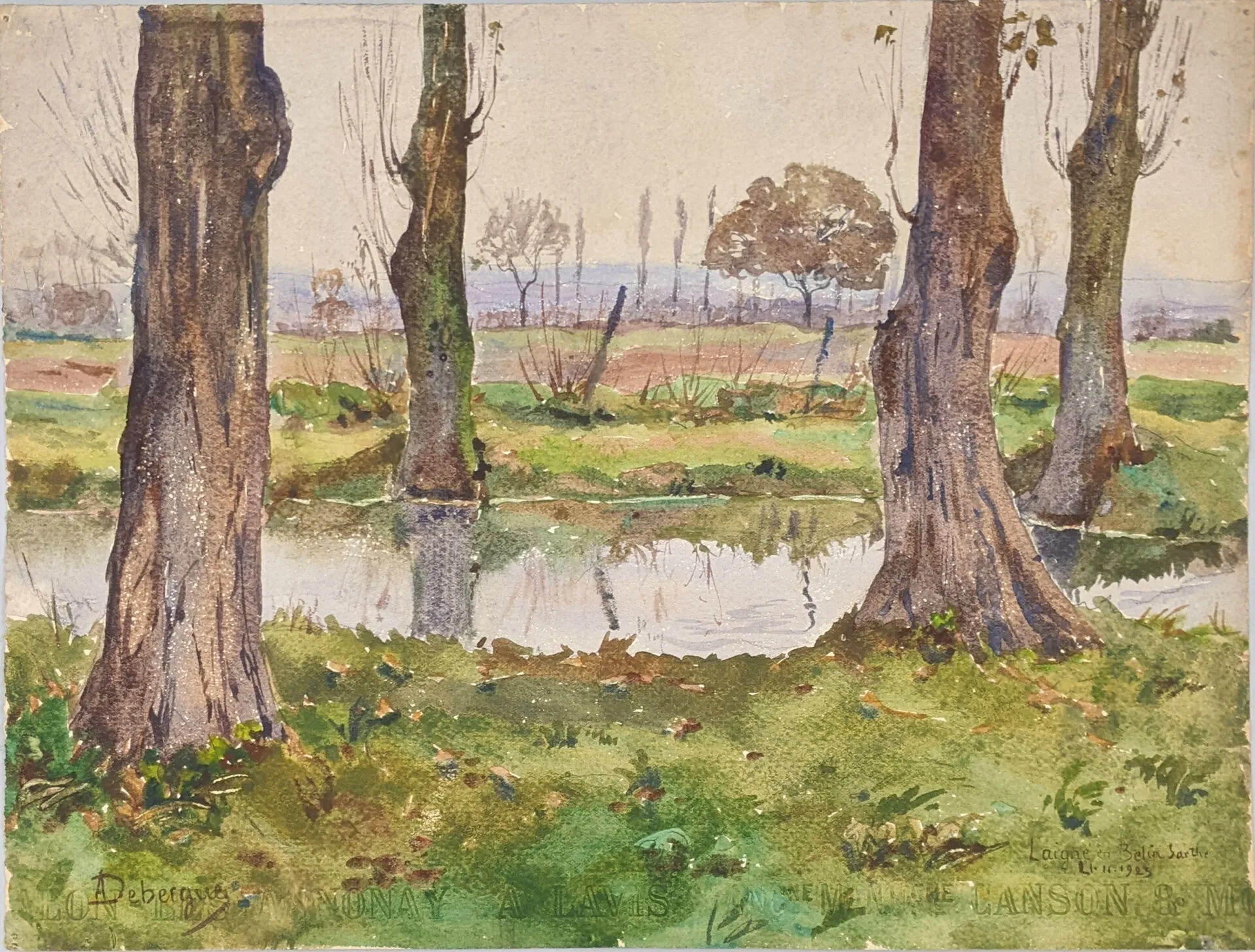
Laigné en Belin, 1921
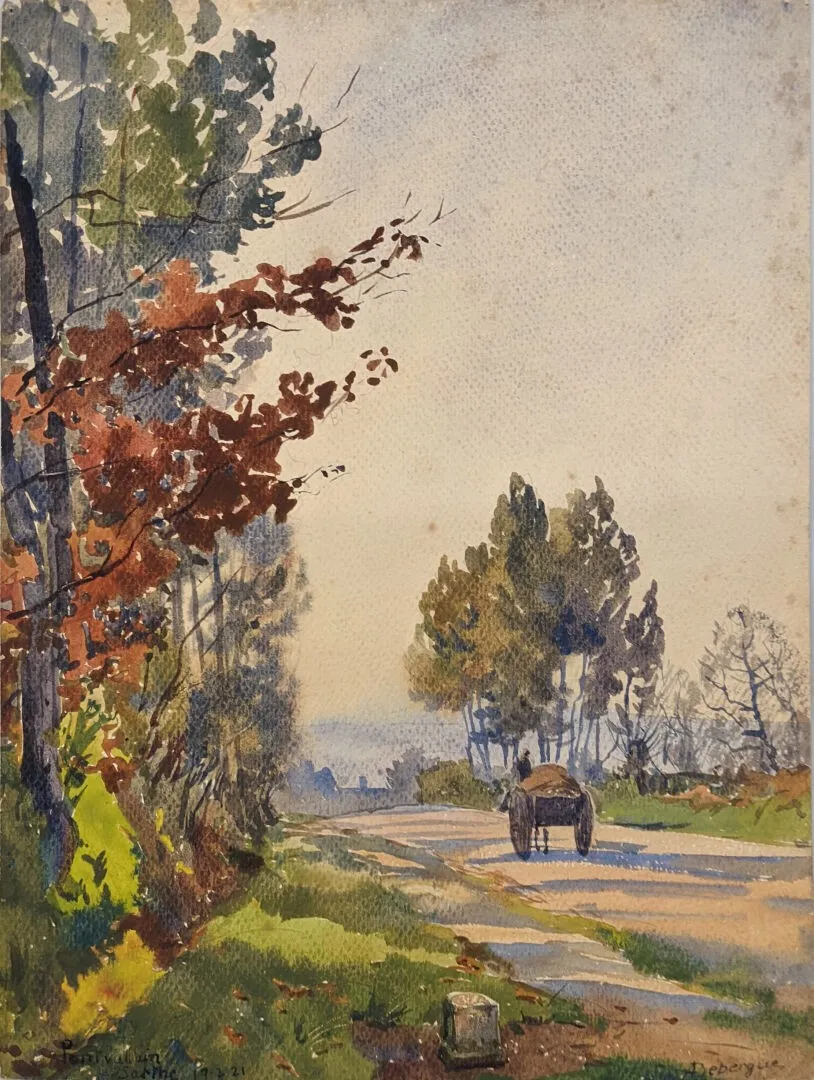
Pontvallain, 1921
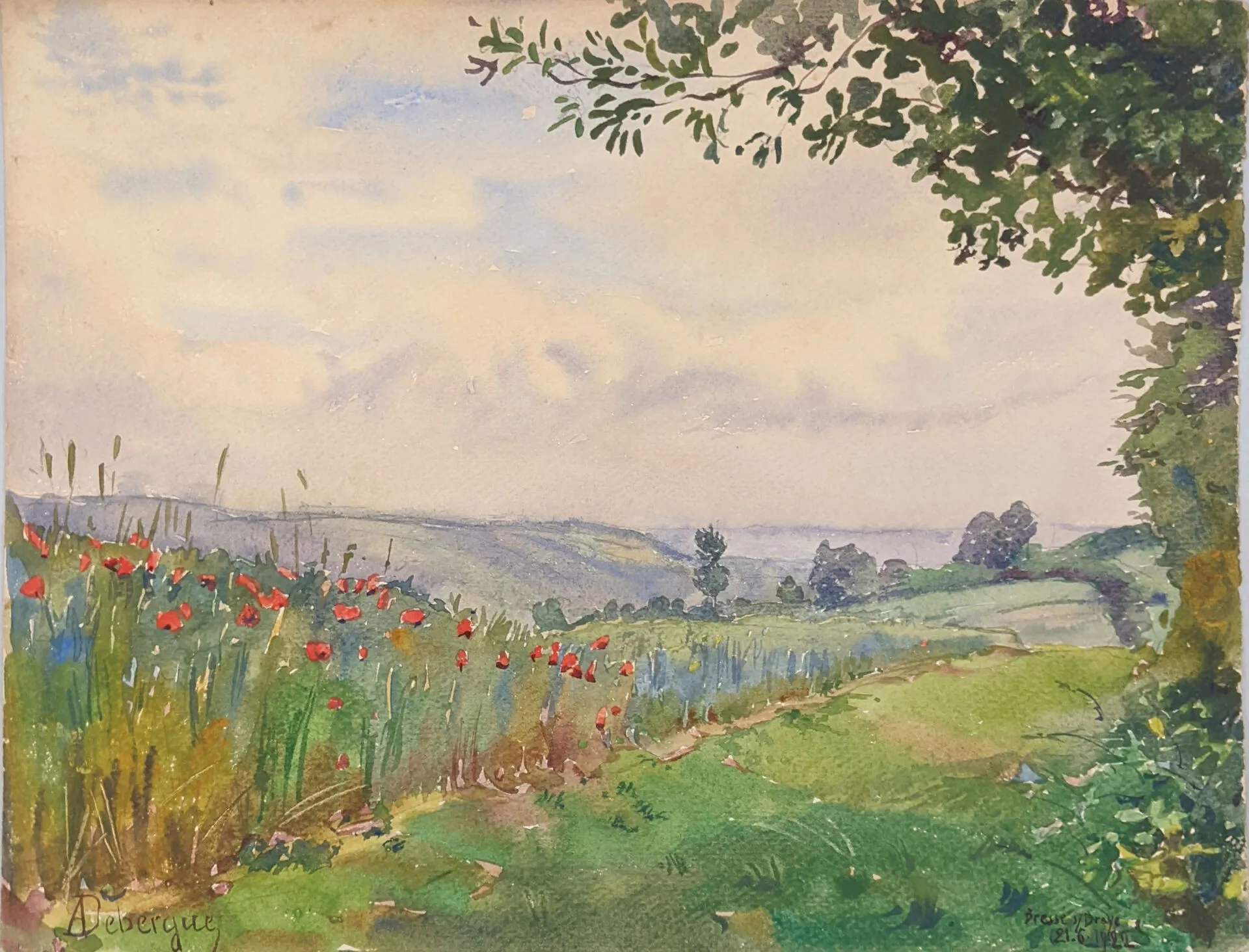
Bessé-sur-Braye, 1922
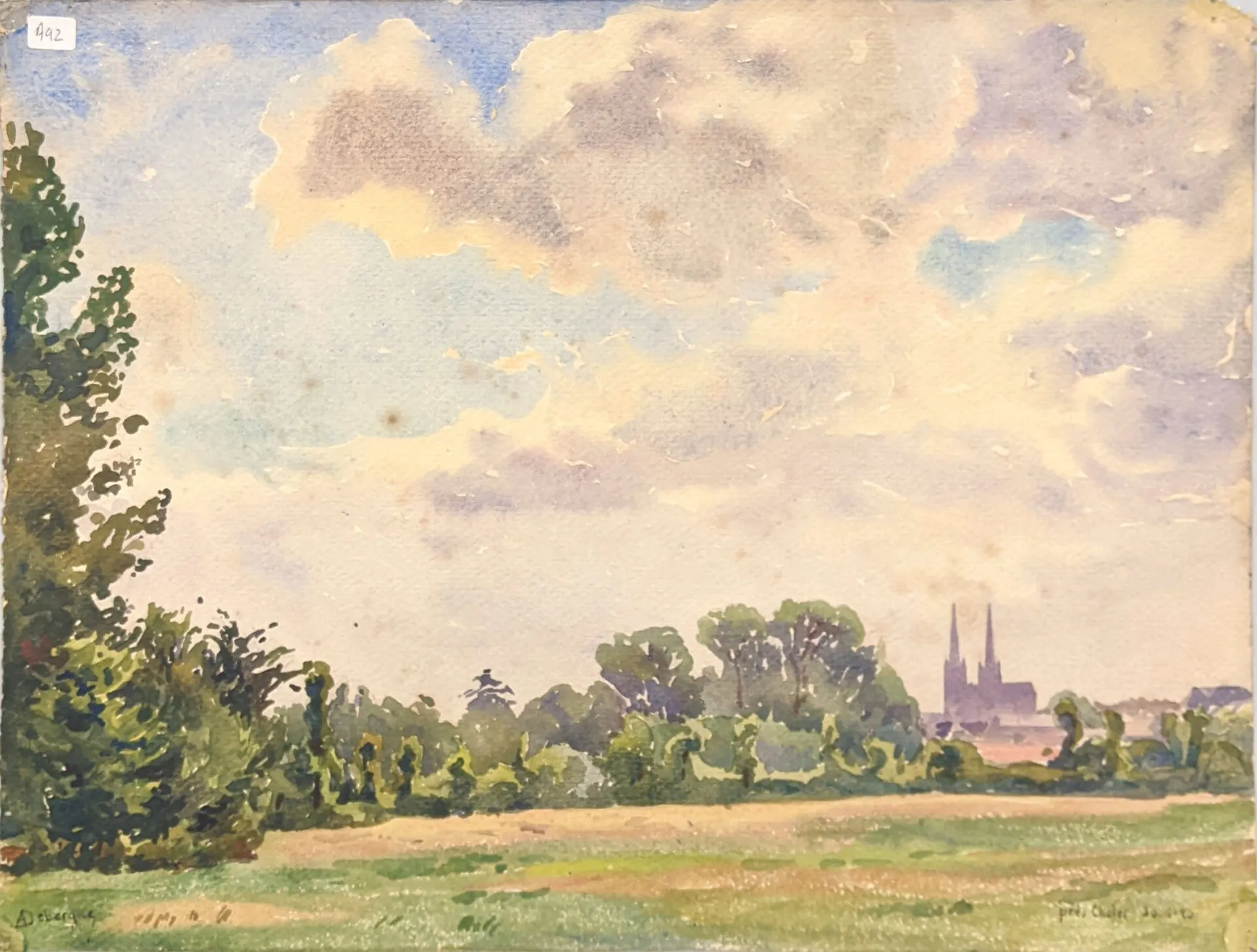
Cholet, 1925

## Distinctions
- Officier de l'Instruction publique (24 juillet 1947)[7].